# 許濤
許濤，JP（1972年5月1日—），香港商人，現任電視廣播有限公司行政主席，上海市政协十四届委员，華人文化集團的首席運營官及執行董事，Young Lion Holdings Limited（「YLH」）、Young Lion Acquisition Co. Limited（「YLA」）及邵氏兄弟有限公司（「邵氏兄弟」）之董事。

## 生平
許濤3歲時隨家人從中國內地移居香港，在香港成長，1987年曾於皇仁書院校運會中獲得跳高項目丙組亞軍，中學畢業後赴美國升學，攻讀電子工程學，先後取得威斯康辛大學麥迪遜分校電子工程學學士以及美國康乃爾大學電子工程學碩士。畢業後投身多家投資銀行及管理顧問公司工作，曾任職高盛（亞洲）有限責任公司投資銀行部執行董事、引力控股董事總經理、金山軟件獨立非執行董事、GigaMedia Limited總裁兼首席營運官、JC Entertainment的非執行董事。他亦曾在Merrill Lynch & Co.擔任投資銀行家、McKinsey & Company擔任管理顧問。現擔任華人文化集團首席營運官及執行董事。
2015年4月23日，許濤被委任為電視廣播有限公司非執行董事。
2018年3月21日，許濤被委任為電視廣播有限公司執行董事。
2020年4月29日，許濤被委任為電視廣播有限公司董事局主席及非執行董事。
2022年12月，許濤當選為上海市政協第十四届委員會文化藝術界委員。
2023年3月10日，許濤委任為董事局行政主席，負責領導及監督公司的管理及發展。
2024年7月1日，許濤獲委任為香港太平紳士。
2025年5月9日, 許濤增持TVB董事局層面全面掌權 徐敬轉讓YLH股權即日起辭任非執董。

## 電視劇製作

### 電視劇（邵氏兄弟）
- 《飛虎3壯志英雄》（2022年，TVB版本出品人）
- 《廉政狙擊》（2022年，出品人）
- 《执法者们》（2025年，出品人）

### 電視劇（無綫電視）
- 《法証先锋V》（2022年，出品人）
- 《破毒强人》（2023年，出品人）
- 《旁觀者》（2023年，出品人）
- 《新聞女王》（2023年，出品人）
- 《反黑英雄》（2024年，出品人）
- 《法证先锋6 幸存者的救赎》（2024年，出品人）
- 《企業強人》（2024年，出品人）[18]
- 《巾帼枭雄之悬崖》（2024年，出品人）
- 《黑色月光》（2024年，出品人）
- 《刑侦12》（2025年，出品人）

## 電影製作
- 《Over the Moon (2020 film)》（Netflix 2020年，執行製片人）[19]

## 個人生活
2020年6月15日，許濤與前名模陳祉妤（原名陳沛嘉）註冊結婚。

## 相關
- 無綫電視人員列表